# Burgstall Stampfegg
Der Burgstall Stampfegg (auch als Stamphegkch bezeichnet und nach dem Stampfental benannt) ist eine abgegangene Spornburg in der Gemeinde Gutau im Bezirk Freistadt von Oberösterreich. Die abgekommene Burg bzw. der Burgstall liegt auf einem Felsen in einer Flussbiegung des Stampfenbaches.

## Geschichte
Die Gegend wird erstmals 853 n. Chr. erwähnt, als König Ludwig II. die dem Kloster Sankt Emmeram durch Graf Wilhelm geschenkten Gebiete zwischen der Aist und der Naarn, den sogenannten Regensburger Luß, bestätigt.
1013 wird hier als Burgherr Bernecker von Capellen erwähnt. Um 1331 gehörte Stampfegg zusammen mit Prandegg zur Herrschaft Reichenstein. Mit Dorothea von Capellen starb dieses Geschlecht aus. Danach kam Stampfegg an die Liechtensteiner.
Die erste urkundliche Erwähnung der Holzburg Stampfegg stammt aus dem Jahr 1433, als Stampheckh bereits als Burgstall bezeichnet, aber als Amt weitergeführt wurde. So wurde 1481 Stamphegkch als Mittelpunktes des gleichnamigen Amtes genannt.
Im Jahr 1567 kam die Herrschaft an den steirischen Ritter Christoph Haym, den Herrn von Burg Reichenstein. Ihm folgte sein Sohn Hans II. Durch die Heirat von dessen Tochter Johanna Maria 1632 kam Stampfegg an Graf Wenzel Reichard von Sprinzenstein. 1729 kaufte Johann Georg Adam von Hoheneck das Amt Stampfegg und vereinigte es mit der Herrschaft Schlüßlberg. Ihm folgten 1769 die Grafen von Harrach, deren Besitz auf dem Heiratsweg an die Kinskys kam.

## Beschreibung
Die Substruktion der Burg Stampfegg mit Abstemmungen für die Holzaufbauten und ein Abschnittsgraben sind heute noch gut erkennbar. Hinweise auf eine ehemalige Massivbebauung sind vorhanden. Die archäologischen Funde beziehen sich auf eine Knochen- und eine Spinnwirtel sowie auf diverse Tonscherbenfunde.
Der Burgstall liegt auf einem Felsen in einer Biegung des Stampfenbaches auf Höhe 550 m ü. A., 32 m über dem Stampfenbach.  Der Aufgang ist von Westen her ab dem Haus Stampfendorf Nr. 6 auf einer Weganlage mit Steinstufen unschwierig möglich. Leider kein Hinweisschild. Die Weganlage führt zuerst zum Vorburgplateau im Südosten und von dort hinauf auf das ovale Hauptburgplateau. Auf den anderen Seiten begrenzen steile natürliche Felsen die Plateaus.
Bundesdenkmalamt Fundstelle AT-4-0013165 (Burgstall Stampfegg, Befestigung, Siedlung, Mittelalter). Unweit im Norden findet man den benachbarten Burgstall Strafenberg.

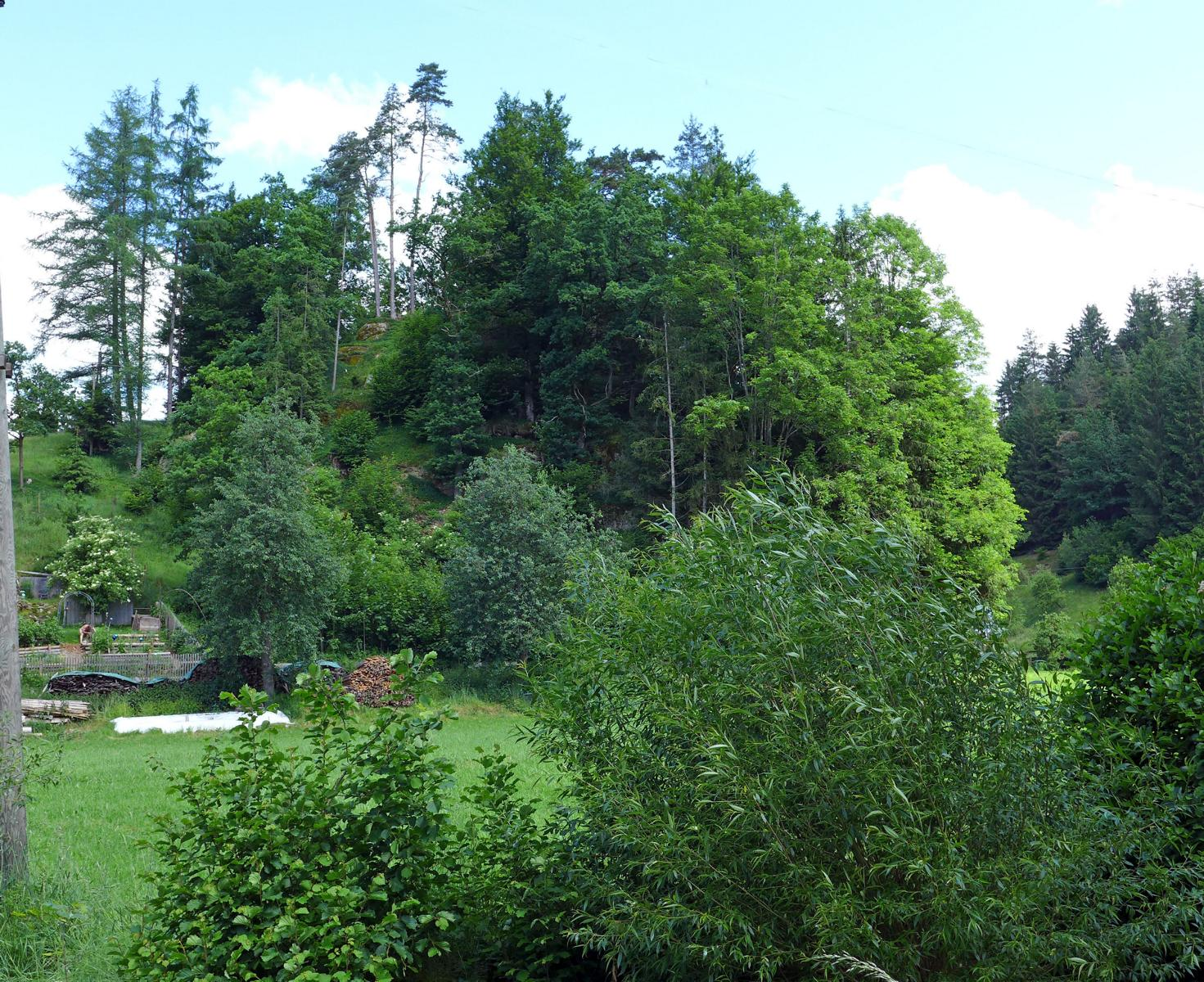
Burgfelsen von Süden. 2023
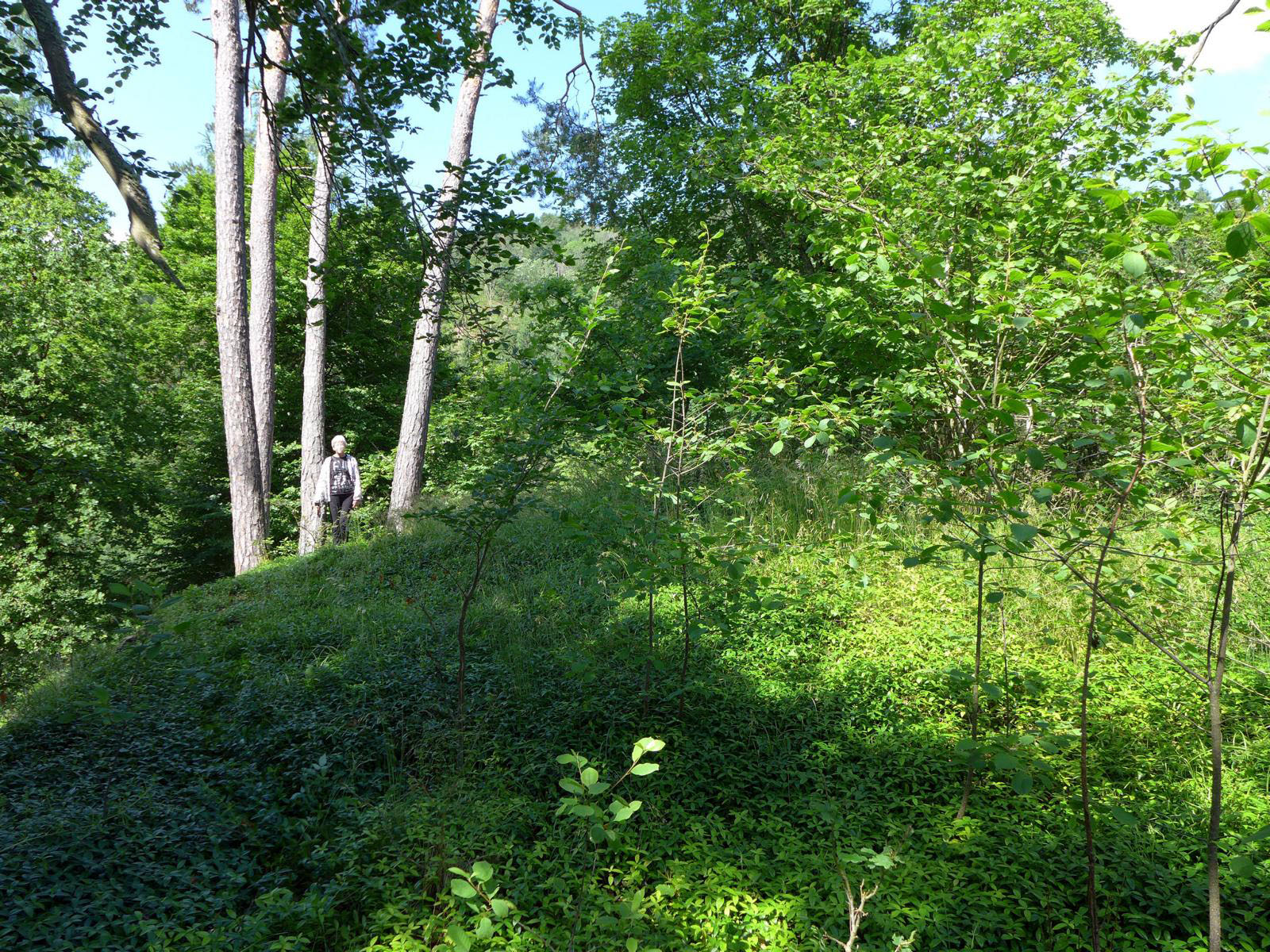
Hauptburgplateau. 2023
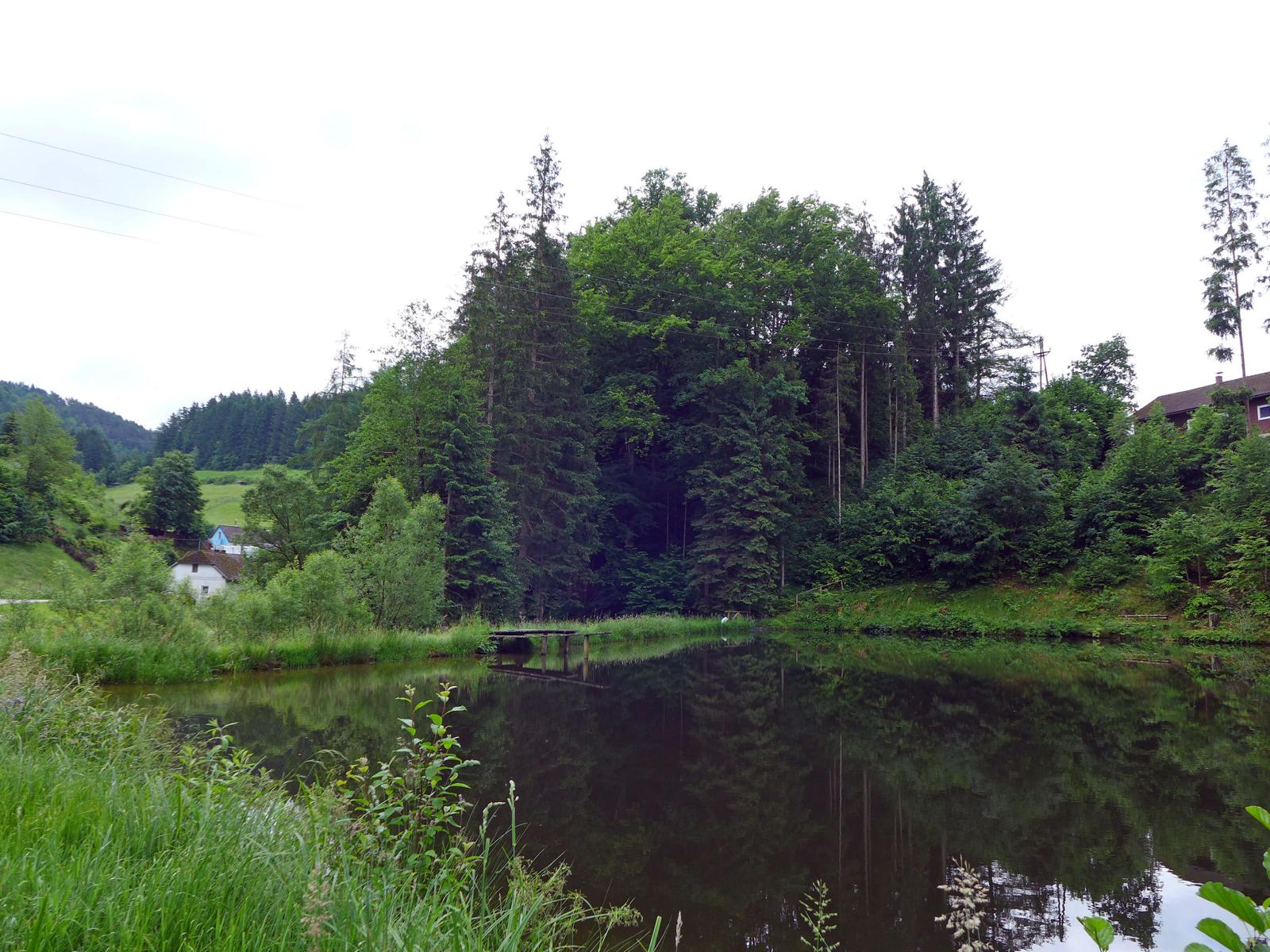
Burgfelsen von Norden. 2023